# A Arlesiana
A Arlesiana, ou o Retrato de Madame Ginoux é uma pintura a óleo sobre tela de 91,4 x 73,7 centímetros feita em 1888 pelo pintor Vincent Van Gogh que se encontra no Museu Metropolitano de Arte de Nova Iorque.
A senhora Ginoux (Marie Jullian (ou Julien)) nasceu em Arles em 8 de junho de 1848 e morreu em 2 de agosto de 1911. Casou-se com Joseph-Michel Ginoux, em 1866. O casal era proprietário do Café de la Gare, em Arles, onde Van Gogh morou entre maio e setembro de 1888.
As cores são características do período em que Van Gogh viveu em Arles.
No início de novembro de 1888, vestindo o traje regional, a Senhora Ginoux posou para Paul Gauguin e para Van Gogh.
Van Gogh realizou então uma primeira versão do retrato, que se encontra no Museu de Orsay, em Paris.
Posteriormente (1888-1889) realizou a versão mais elaborada, que se encontra no Museu Metropolitano de Arte de Nova Iorque.